# Ancuabe
Ancuabe es una villa y también uno de los dieciséis distritos que forman la provincia de Cabo Delgado en la zona septentrional de Mozambique, región fronteriza con Tanzania, a orillas del lago Niassa y región costera en el Océano Índico.

## Características
Tiene una superficie de 4.836 km² y según datos oficiales de 1997 una población de 87.243 habitantes, lo cual arroja una densidad de 21,9 habitantes/km².

## División administrativa
Este distrito, formado por nueve localidades, se divide en tres puestos administrativos (posto administrativo), con la siguiente población censada en 2005:
- Ancuabe, sede, 45 161 (Chioto y Nacuale).[2]
- Metoro, 32 382 (Salave).
- Meza, 31 481 (Campine, Nanjua y Minhuene).